# Videm (gmina Dol pri Ljubljani)
Videm – wieś w Słowenii, w gminie Dol pri Ljubljani. W 2018 roku liczyła 940 mieszkańców.